# Granges (Veveyse)
Pour les articles homonymes, voir Granges.
Granges (Grandzè  en patois fribourgeois) est une localité et une commune suisse du canton de Fribourg, située dans le district de la Veveyse.

## Géographie
La commune de Granges mesure 4,46 km2. 10,8 % de cette superficie correspond à des surfaces d'habitat ou d'infrastructure, 69,1 % à des surfaces agricoles et 20,2 % à des surfaces boisées.
Granges est limitrophe d'Attalens et Bossonnens ainsi que Chardonne, Oron et Puidoux dans le canton de Vaud.

## Démographie
Granges compte 922 habitants au 31 décembre 2022 pour une densité de population de 207 hab/km2. Sur la période 2010-2019, sa population a augmenté de 5,6 % (canton : 15,5 % ; Suisse : 9,4 %). Au 31 décembre 2021, l’agglomération de Granges compte 28 218 habitants. 

## Chapelle Saint-Nicolas
Cette chapelle a été édifiée en 1933 et consacrée en 1934. Elle est de style Heimatstil suisse bien dans la veine de l'Art déco des années 1930. Le décor intérieur est lumineux et comprend diverses œuvres d'art : vitraux de Jean de Castella (la verrière du chœur est signée et datée de 1933), et une peinture murale (Crucifixion) réalisée par le peintre suisse Charles Cottet  en 1959. L'orgue est de la manufacture fribourgeoise Ayer et date de 1994.